# アダルベルト・チェルニー
アダルベルト・ツェルニー（1863年3月25日 - 1941年10月3日）はオーストリアの小児科医で、近代小児科の共同創設者とされている。

## 学歴とキャリア
鉄道技師の息子であったツェルニーはウィーンで育ち、1879年の時点でピルゼンに住んでいた。1888年に腎臓病に関する博士論文を発表して卒業し、プラハ大学病院の一部であった「フィンデランシュタルト（孤児院）」でアロイス・エプシュタイン（1849-1918）の助手として臨床に携わった。
1893年、グリコーゲンとアマロイド障害に関する彼の療育論文と、それに付随する新生児の栄養に関する講義の後、彼はインスブルックとヴロツワフの2つの小児科の椅子のオファーを受け、ヴロツワフを選び、1910年までそこで働いた。
1906年、彼はミュンヘンで小児科の正教授の職を与えられたが辞退し、その見返りとしてヴロツワフ大学の専任教授となり、給与も大幅に引き上げられた。
1910年、ストラスブールに新設された小児病院の小児科の主任教授に任命されると、これを引き受け、Otto Heubnerの後任としてベルリン・シャリテーベルリン医科大学小児科の正教授となった1913年まで勤務した。その後19年間、同病院に勤務し、国際的な小児科学校を設立した。名誉教授としてデュッセルドルフの医学アカデミーの小児科
の講座を受け持ち、1934年から1936年まで一時的に地元の小児病院の院長を務めた。
ツェルニーは結婚しており、1938年から1961年までフランクフルトで実験物理学の正教授を務めた息子マリアヌス（1896-1985）がいる。
ツェルニーは1941年10月3日にベルリンで死去し、ピルゼンに埋葬された。

## 現代小児科学の共同創始者としての業績
ツェルニーによって設立された学校は、主に新生児の栄養生理学と代謝病理学に関するものであった。ベルリン大学小児病院に勤務していた時期には、すでにHeubnerによって開始されていた乳幼児死亡率に関する研究を継続し、科学的な基礎を築いた。彼は弟子で同僚のアーサー・ケラー（1868-1934）と共に、1906年にヴロツワフで行った研究の成果を2巻のマニュアル "Des Kindes Ernährung, Ernährungsstörungen und Ernährungstherapie"（子供の栄養、栄養障害と栄養療法）にまとめた。- 専門家の間では単に「Czerny–Keller」として知られている。1917年と1928年にも出版された。
この研究は、基本的に小児科における栄養教育を決定づけるものであり、その結果、現在に至るまでの小児科の発展そのものに影響を与えた。ツェルニーは、（a）栄養によるもの、（b）感染症によるもの、（c）体質によるもの、という3つのグループに区別した。彼の研究活動における第二の重点は、栄養障害と子どもの行動との相
関関係であった。彼が繰り返し再編集した1908年の講演集『Der Arzt als Erzieher』（「教育者としての医師」）は、そのタイトルにこのアプローチが示されている。

## 小児科における新しい臨床症状の発見者
以下のような小児疾患
- 新生児の栄養性貧血（Czerny anemia）
- リンパ滲出性疾患（Czerny diathesis）は、ツェルニーが瘰癧、ひいては結核と明確に区別した臨床的実体である[5]。彼が示したのは、皮膚と粘液の過敏性を増大させる個々の体質である。
- 奇異呼吸(Czerny respiration,German:Czerny-Atmung)

## 追賞および死後の栄誉
1883年に設立されたドイツ児童少年医学協会（Deutsche Gesellschaft für Kinder- und Jugendmedizin - DGKJ）は、毎年「アダルベルト・ツェルニー賞（Adalbert-Czerny Preis）」を授与している。この賞は1963年（ツェルニー生誕100周年）に開始され、小児科学において卓越した科学的業績を挙げた人物に贈られる。
2013年3月25日、Adalbert Czernyの生誕150周年を祝うGoogle doodleがデザインされている。

## 文献と脚注
- Wolfgang U. Eckart & Christoph Gradman: Ärzte-Lexikon Springer, 3. ed. Heidelberg 2006 p. 90 ISBN 978-3-540-29584-6
- Rolf Schmoeger: Adalbert Czerny (1863–1941) Mitbegründer der wissenschaftlichen Kinderheilkunde Berlin 2003 ISBN 978-3-937343-36-5 = Schmoeger (2003) (note: this book has no proper page numbering, but contains a number of interesting illustrations)
- Hans Kleinschmidt: Zum siebzigsten Geburtstage von Adalbert Czerny am 25. März 1933  in: Klinische Wochenschrift 12 (1933) p. 486f. also available as PDF-File